# أنتوني كوتريل (شخصية أعمال)
أنتوني كوتريل (بالإنجليزية: Anthony Cottrell)‏ هو شخصية أعمال أسترالي، ولد في 21 مارس 1806، وتوفي في 4 مايو 1860.